# Rue de Saintonge
Rue de Saintonge je ulice v Paříži v historické čtvrti Marais. Nachází se ve 3. obvodu.

## Poloha
Ulice vede od křižovatky s Rue du Perche a končí na křižovatce s Boulevard du Temple.

## Historie
Ulice byla otevřena v roce 1626. Nazývala se Rue Touraine-au-Marais (mezi Rue du Perche a Rue de Poitou), Rue la Marche (mezi Rue de Poitou a Rue de Bretagne) a Rue de Saintonge (mezi Rue de Bretagne a bulvárem Temple). V roce 1851 byly všechny tři části spojeny v jednu.
Nese jméno bývalé francouzské provincie Saintonge. Francouzský král Jindřich IV. plánoval vybudovat ve čtvrti Marais rozsáhlé náměstí Place de France, z jehož realizace po králově smrti sešlo. Na tomto náměstí mělo končit osm ulic a každá měla nést jméno jedné významné provincie. Název ulice je tak odkazem na tento nerealizovaný plán.

## Zajímavé objekty
- dům č. 13: v letech 1648–1651 zde bydlel se svou rodinou Blaise Pascal.
- dům č. 19: v roce 1832 se sem nastěhoval François Fortuné Guyot de Fère (1791–1866) spoluzakladatel Société libre des beaux-arts de Paris.
- dům č. 64 (dříve č. 9): v původním domě bydlel v letech 1789–1791 Maximilien Robespierre.
- dům č. 45: V letech 1880–1934 zde byla umístě slévárna Rudier, než byla přemístěna do města Malakoff.